# Hemerocallis lilioasphodelus
- Commons
- Wikispecies

Hemerocallis lilioasphodelus L. é uma das espécies comumente denominadas lírios de um dia, apesar de não ser um lírio verdadeiro (gênero Lilium, família Liliaceae). Essa designação faz referência à permanência das flores produzidas pelas espécies do gênero Hemerocallis, que não duram mais de um dia. As flores da maioria das espécies desabrocham pela manhã e murcham pela noite, sendo substituídas por uma ou mais flores na mesma inflorescência no dia seguinte. Isso se deve ao longo período de floração de uma mesma planta. Se trata de uma espécie herbácea, duradoura e rizomatosa pertencente ao gênero Hemerocallis e à família  Hemerocallidaceae. É uma espécie nativa do noroeste da China, Coreias e leste da Sibéria. Se distingue pela coloração característica de suas flores (amarelo limão).

## Descrição

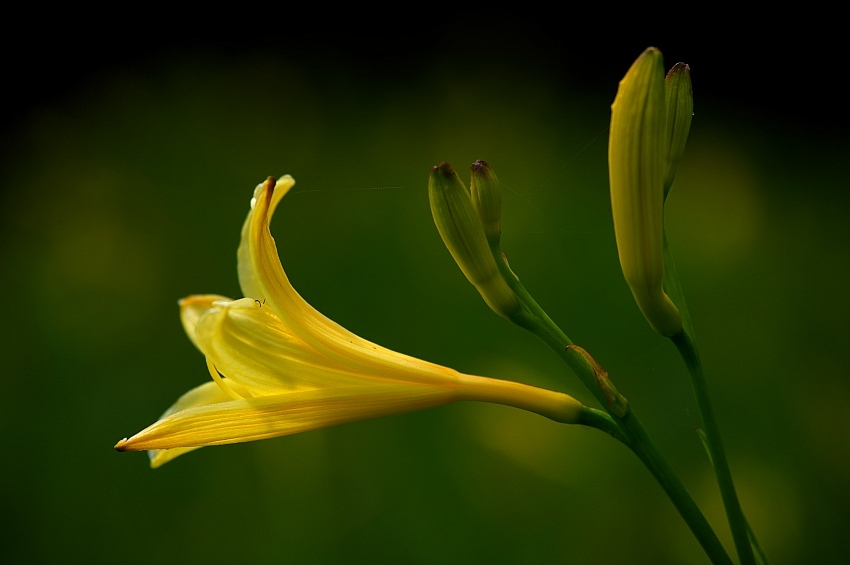
Hemerocallis lilioasphodelus, perigônio infundibuliforme

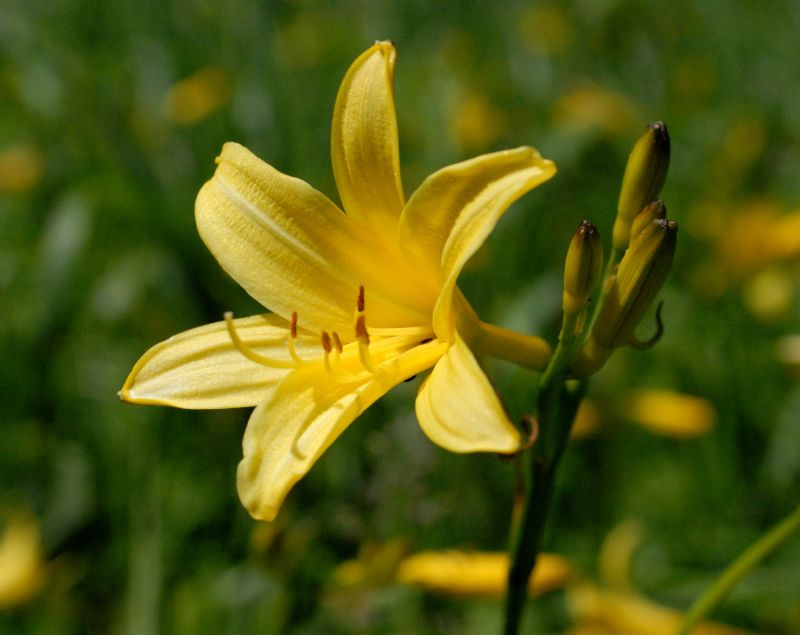
Detalhe de uma flor de Hemerocallis lilioasphodelus

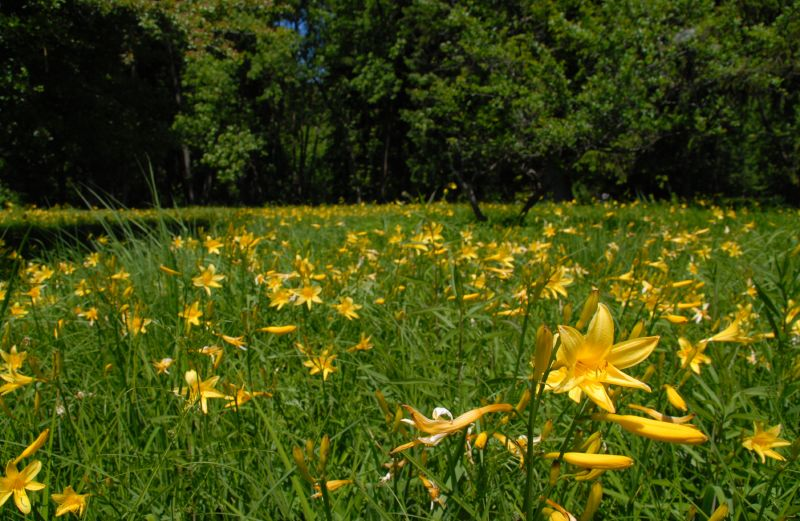
Campo de Hemerocallis lilioasphodelus

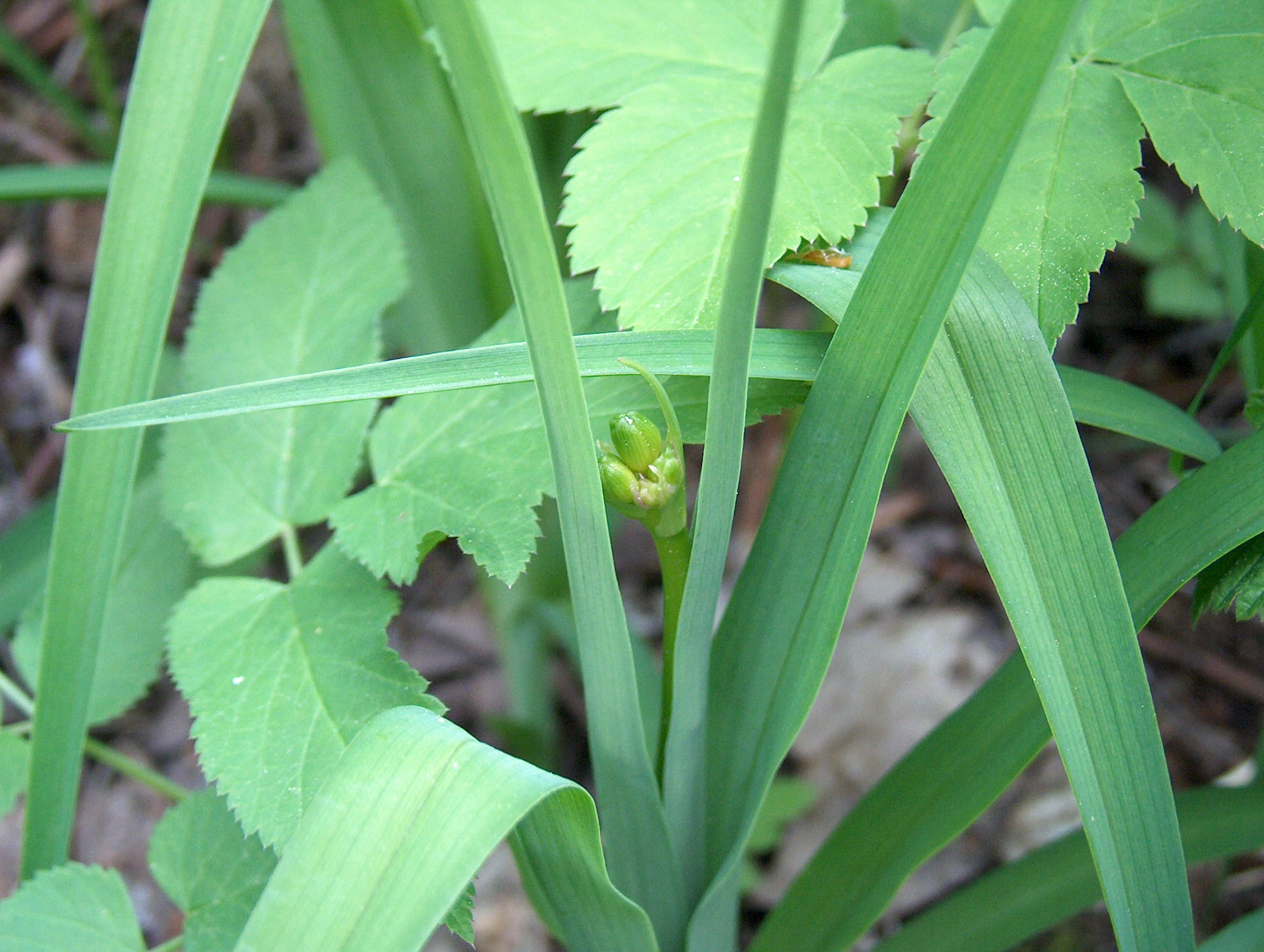
Folhagem de Hemerocallis lilioasphodelus

Hemerocallis lilioasphodelus é uma planta herbácea, duradoura, caducifólia, rizomatosa e com raízes espessas. As folhas são abundantes, dísticas, lineares, arqueadas, de cor verde escuro, alcançam os 75 cm de comprimento por 1-1,4 cm de largura. As flores são levemente perfumadas, de cor amarelo limão e tem até 7–8 cm de comprimento e 7,5 a 10 cm de diâmetro. As tépalas são unidas em sua base, formando um perigônio de 2,5 cm de comprimento. As flores se agrupam em inflorescências paniculadas (em forma de cacho ou espiga), com sucessão de 5-9 flores por inflorescência, na extremidade de um largo escapo (haste em cujo ápice se insere a inflorescência) de até 1 m de altura, ramificado em sua porção superior.

## Cultivo
São apreciadas para jardinagem e paisagismo devido à vivacidade e contraste da cor de suas flores quando cultivadas em grupos. Mesmo quando não estão em sua época de floração, sua folhagem proporciona uma composição interessante para decoração. Também são utilizadas para se evitar a erosão quando plantadas em declives. 
É uma planta pouco exigente, bastando para seu cultivo um solo bem drenado e a exposição total ao sol. É tolerante a solos pobres, a climas muito quentes (verões rigorosos) e à falta de (h)umidade. Pode ser plantada em bordaduras ou conjuntos isolados. Sua multiplicação é feita facilmente por meio da divisão de touceira (reprodução assexuada). As mudas devem ser colocadas em recipientes individuais e em locais protegidos. A manutenção é feita controlando-se a densidade da população cultivada e removendo as hastes de inflorescência no término da floração.

## Sinônimos
Esta espécie tem recebido vários sinônimos através do tempo, dentre os quais: 
H. lutea (Gaertner, 1790), 
H. flava (Linneus, 1762), 
H. Lilio-Asphodelus flavus (Linneus, 1753), 
Asphodelus liliaceus luteus (Theodor, 1590), 
Asphodelus luteus liliflorus (Pena & de L'Obel, 1570), 
Liliosphodelus luteus liliflorus (Dodoens, 1554).

## Outras espécies deHemerocallis
| - Hemerocallis altissima - Stout - Hemerocallis aurantiaca - Baker - Hemerocallis citrina - Baroni - Hemerocallis coreana - Nakai - Hemerocallis darrowiana - S.Y.Hu - Hemerocallis dumortierii - Morr - Hemerocallis esculenta - Koidz. - Hemerocallis exaltata - Stout - Hemerocallis forrestii - Diels - Hemerocallis fulva - L. - Hemerocallis graminea - Andrews - Hemerocallis hakuunensis - Nakai | - Hemerocallis hongdoensis - M.G.Chung & S.S.Kang - Hemerocallis lilioasphodelus - L. - Hemerocallis micrantha - Nakai - Hemerocallis middendorffii - Trautv. & Mey. - Hemerocallis minor - Mill. - Hemerocallis multiflora - Stout - Hemerocallis nana - W.W.Sm. & Forrest - Hemerocallis pedicellata - Nakai - Hemerocallis plicata - Stapf - Hemerocallis taeanensis - S.S.Kang & M.G.Chung - Hemerocallis thunbergii - Baker - Hemerocallis yezoensis - Hara |

## Ver Também
- Fanerógamas
- Angiospermas
- Monocotiledôneas
- Hemerocallis (Gênero)
- Sistemática, Taxonomia e Filogenética